# ميلاني مارتينيز
ميلاني مارتينيز (بالإنجليزية: Melanie Martinez)‏ هي مغنية مؤلفة وممثلة أمريكية، ولدت في 1972.

## وصلات خارجية
- الموقع الرسمي
- ميلاني مارتينيز على موقع IMDb (الإنجليزية)